# 1888 en el cinema
Aquest article és una llista d'esdeveniments sobre el cinema que es van produir durant el 1888.

## Esdeveniments
- George Eastman expedienta una patent per a la seva pel·lícula fotogràfica.
- Thomas Edison coneix Eadweard Muybridge per proposar d'afegir so a les imatges en moviment. (27 de febrer, West Orange, New Jersey).
- Étienne-Jules Marey comença a treballar en la seva càmera cronofotògraf amb rodet de pel·lícula de 90 mm d'amplada.
- Charles-Émile Reynaud patenta el seu Théâtre Optique que utilitza una mena de pel·lícula perforada per crear un espectacle animat.

## Pel·lícules
- Roundhay Garden Scene, Accordion Player i Traffic Crossing Leeds Bridge, filmats per Louis Aimé Augustin Le Prince a Leeds, Regne Unit, utilitzant pel·lícula "despullada" i film negatiu en paper.
- Cavall i genet saltant sobre un obstacle[1] (Pferd und Reiter Springen über ein Hindernis) i altres seqüències, gravades per Ottomar Anschütz a Alemanya.

## Naixements
- 3 de gener
  - George B. Seitz, Director, escriptor, actor i productor estatunidenc (mort el 1944)
  - James Bridie, Escriptor escocès (mort el 1951)
- 17 de gener – Edvard Persson, Actor suec (mort el 1957)
- 23 de gener – Franklin Pangborn, Actor estatunidenc (mort el 1958)
- 4 de març – Rafaela Ottiano, Actriu estatunidenca d'origen italià (morta el 1942)
- 5 de març – Jules Furthman, Escriptor, director i productor estatunidenc (mort el 1966)
- 10 de març – Barry Fitzgerald, Actor irlandès (mort el 1961)
- 30 de març – Anna Q. Nilsson, Actriu estatunidenca d'origen suec (mort el 1974)
- 11 d'abril – Donald Calthrop, Actor anglès (mort el 1940)
- 27 d'abril – Florence La Badie, Actriu estatunidenca (morta el 1917)
- 17 de maig – Claude Mérelle, Actriu francesa (morta el 1976)
- 25 de maig – Miles Malleson, Actor i escriptor anglès (mort el 1969)
- 4 de juliol – Henry Armetta, Actor estatunidenc d'origen italià (mort el 1945)
- 16 de juliol – Percy Kilbride, Actor estatunidenc (mort el 1964)
- 14 d'agost – Robert Woolsey, Actor estatunidenc (mort el 1938)
- 17 d'agost – Monty Woolley, Actor estatunidenc (mort el 1963)
- 12 de setembre – Maurice Chevalier, Actor i cantant francès (mort el 1972)
- 25 de setembre – Hanna Ralph, Actriu alemanya (morta el 1978)
- 26 de setembre – Wally Patch, Actor i escriptor anglès (mort el 1970)
- 1 d'octubre – John E. Blakeley, Productor, director i escriptor anglès (mort el 1958)
- 9 d'octubre – Hank Patterson, Actor estatunidenc (mort el 1975)
- 18 d'octubre – Paul Vermoyal, Actor francès (mort el 1925)
- 25 d'octubre – Lester Cuneo, Actor i productor estatunidenc (mort el 1925)
- 3 de novembre – Maurice Vinot, Actor francès (mort el 1916)
- 18 de novembre – Frances Marion, Escriptora, directora, productora i actriu estatunidenca (mort el 1973)
- 23 de novembre – Harpo Marx, Actor i escriptor estatunidenc (mort el 1964)
- 24 de novembre – Cathleen Nesbitt, Actriu anglesa (morta el 1982)
- 25 de novembre – Amund Rydland, Actor noruec (mort el 1967)
- 26 de novembre – Francisco Canaro, Compositor, productor i actor argentí nascut a l'Uruguai (mort el 1964)
- 6 de desembre – Will Hay, Actor, escriptor i director anglès (mort el 1949)
- 18 de desembre – Gladys Cooper, Actriu anglesa (morta el 1971)
- 22 de desembre – J. Arthur Rank, 1st Baron Rank, Productor i escriptor anglès (mort el 1972)
- 27 de desembre
  - Thea von Harbou, Actriu, escriptora i directora alemanya (morta el 1954)
  - Svend Melsing, Actor i dramaturg danès (mort el 1946)
- 28 – F. W. Murnau, Director, escriptor i productor alemany (mort el 1931)